# Johan Lyth
Johan Erik Lyth, född 13 september 1918 i Hangvars församling, Gotlands län, död 16 december 1979 i Helsingborg,  var en svensk inredningsarkitekt.
Lyth, som var son till folkskollärare Johannes Lyth och Agda Forsell, genomgick snickeriteknisk utbildning 1936, utexaminerades från Konstfackskolan 1942, avlade slöjdlärarexamen 1942 och erhöll gesällbrev 1946. Han blev inredningsarkitekt hos AB Ferd. Lundquist & Co i Göteborg 1942, hos professor Carl Malmsten i Stockholm 1944, ritkontorschef hos AB Almgren & Staaf i Helsingborg 1944 och bedrev egen verksamhet som konsulterande inredningsarkitekt från 1954. Han var slöjdlärare inom grundskolan i Helsingborg från 1954, inom yrkesskolan från 1957. Han var sekreterare i Svenska inredningsarkitekters riksförbunds avdelning och ledamot av förbundets fullmäktige 1965.